# Cayetano Betancur
Pour les articles homonymes, voir Betancur.
Cayetano Betancur, né le 27 avril 1910 à  Copacabana et mort le 31 janvier 1982 à Bogota, est un philosophe, écrivain et linguiste colombien.

## Biographie
Cayetano Betancur est né à Copacabana (Antioquia, Colombie) le 27 avril 1910, et mort à Bogota (Colombie) le 31 janvier 1982. Il a fait ses études de premier cycle au lycée de l'Université d'Antioquia, où il étudia le droit par la suite.
Il est un des professeurs fondateurs de la Faculté de Droit et de Sciences Politiques à l'Université pontificale bolivarienne, ainsi que de la Faculté de Philosophie et de Lettres à l'Université nationale de Colombie. Il fonde la revue Idées et Valeurs.
Il fut également membre de diverses institutions, comme l'Académie Colombienne de la Langue, l'Académie Colombienne de Jurisprudence, l'Institut Colombien de Sociologie et la Société Colombienne de Philosophie.

## Œuvres
- Ensayo de una filosofía del derecho (1937 y 1959)
- Introducción a la ciencia del derecho (1953)
- Sociología de la autenticidad y la simulación, seguido de otros ensayos (1955)
- El ser y el consistir (1957)
- José Ortega y Gasset en Colombia: ensayos de Abel Naranjo Villegas, Cayetano Betancur y Alfredo Trendall (1956)
- El Cristianismo y sus tensiones internas y otros ensayos (1963)
- Las virtudes sociales (1964)
- Bases para una lógica del pensamiento imperativo (1968)
- Filósofos y filosofías (1969)
- Vida del derecho, manual del ciudadano (1974)